# Archibald Herman Müller

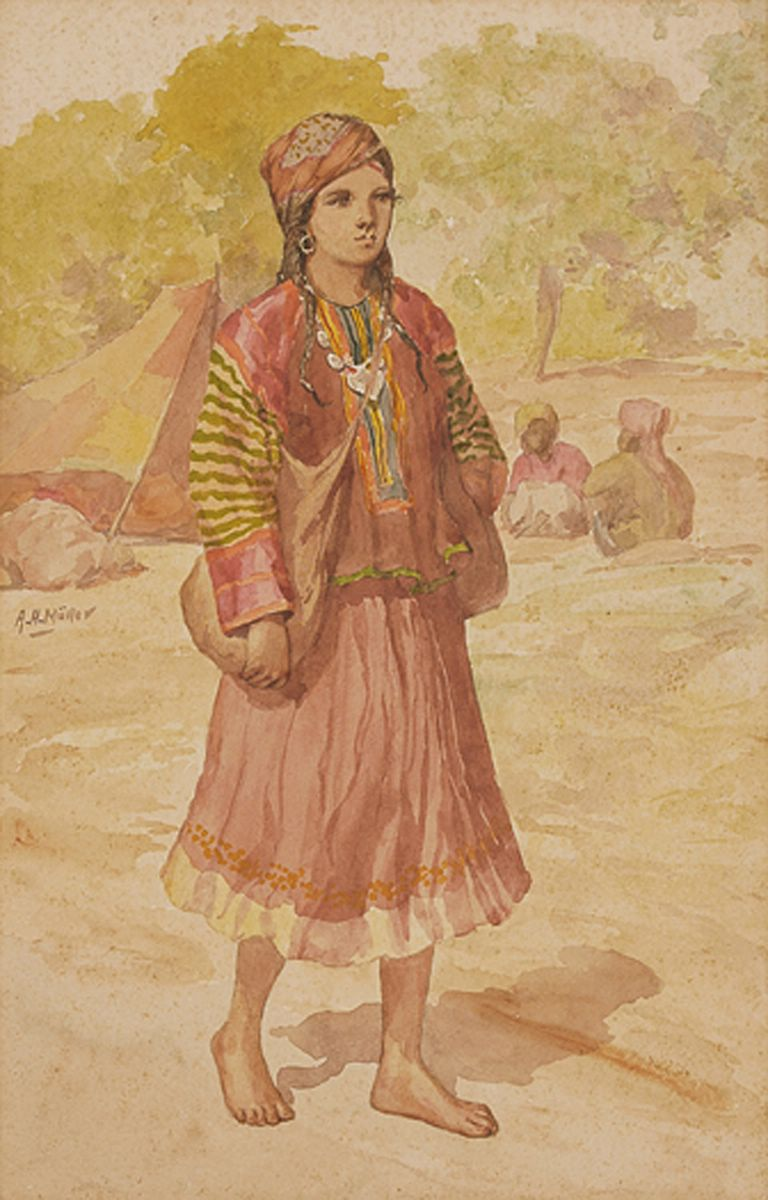
Aquarell von Archibald Herman Müller

Archibald Herman Müller (* 11. März 1878 in Cochin, im heutigen indischen Bundesland Kerala; †  24. September 1960 in Jodhpur) war ein indischer Maler deutscher Abstammung.
Archibald Müller war Sohn eines deutschen protestantischen Missionars und einer indischen Katholikin. Er ging an die Madras School of Art und arbeitete dann kurzzeitig als Assistent seines Bruders in dessen Fotostudio in Chennai. 1910 gewann er mit einem Gemälde den Bombay Art Society’s top award.  Müllers Malerei ist geprägt von quasi-realistischer romantischer Sentimentalität, die sich am Geschmack des Westens und der indischen Elite orientierte. Seine Motive waren mythologische und historische Stoffe u. a. aus den Hindu-Epen. Sein Talent und seine Meisterschaft wurden weithin geschätzt, doch wohl wegen seines kompromisslosen Charakters hatte er nie eine feste Anstellung und war deshalb immer in finanziellen Nöten.
Als der Erste Weltkrieg ausbrach, musste Müller wegen seiner deutschen Abstammung zwischen der Internierung oder dem Beitritt zur freiwilligen Armee-Reserve wählen. Er entschied sich für Letzteres.
Er nahm zwar 1922 eine Tätigkeit bei Ganga Singh, dem Maharadscha von Bikaner an, doch verließ er plötzlich den Dienst wegen Meinungsverschiedenheiten und ging nach Bombay. Nachdem er in fortgeschrittenem Alter geheiratet hatte, übernahm Müller eine Tätigkeit beim Herrscher von Jodhpur, um die Familie ernähren zu können.
Einige seiner Gemälde werden heute im Ganga Singh Jubilee Museum sowie in den Kunstgalerien von Delhi und Alt-Goa aufbewahrt.